# L'Île de Tulipatan
L'Île de Tulipatan (título original en francés; en español, La isla de Tulipatan) es una opéra bouffe (una forma de opereta) en un acto con música de Jacques Offenbach y libreto en francés de Chivot y Duru. Se estrenó el 30 de septiembre de 1868 en París, en el Théâtre des Bouffes-Parisiens, Salle Choiseul.
Esta obra rara vez se representa en la actualidad; en las estadísticas de Operabase aparece con sólo 4 representaciones en el período 2005-2010.

## Grabaciones
- Les Solistes de Liège bajo Emmanuel Koch en 1984 - TLP Records: 95001 (LP) C 35001 (CD).
- Grabaciones que aparecen en operadis-opera-discography.org.uk